# 周用賓
周用賓（？—？），號觀國，浙江绍兴府會稽縣军籍。

## 生平
万历二十二年（1594年）甲午科浙江乡试举人，四十一年（1613年）癸丑科進士，授行人，泰昌元年八月考选，授云南道御史，天啓二年巡按广东，疏纠广东西山参将赵先庸懦贪婪，革职追赃。天啓六年八月推升大理寺丞，不许，十月被削籍为民。崇祯元年二月，江西道御史张爌疏请起用，從之。